# Петров (хутор)
Петров — хутор в Теучежском муниципальном районе Республики Адыгея России.
Входит в состав Габукайского сельского поселения.

## Население
| 2002 | 2010 | 2013 | 2014 | 2015 | 2016 | 2017 |
| ---- | ---- | ---- | ---- | ---- | ---- | ---- |
| 287  | ↗289 | ↗295 | ↗302 | ↘296 | ↘293 | →293 |
| 2018 | 2019 | 2020 | 2021 | 2023 | 2024 |      |
| ↘283 | ↘280 | ↗282 | ↘248 | ↘244 | ↗245 |      |

По данным Всероссийской переписи населения 2021 года:
| Народ   | Численность, чел. | Доля от всего населения, % |
| ------- | ----------------- | -------------------------- |
| русские | 210               | 84,68 %                    |
| адыги   | 29                | 11,69 %                    |
| другие  | 9                 | 3,63 %                     |
| всего   | 248               | 100,0 %                    |

## География

### Улицы
- Гагарина,
- Первомайская,
- Хакурате.